# Pro Bowl 2013
Der Pro Bowl 2013 der American-Football-Liga National Football League (NFL) war der Pro Bowl der Saison 2012. Er wurde am 27. Januar 2013, eine Woche vor dem Super Bowl XLVII, im Aloha Stadium auf Hawaii ausgetragen. Das Team der National Football Conference (NFC) gewann mit 62:35 gegen das Team der American Football Conference (AFC). Das Team der NFC wurde von Mike McCarthy, dem Head Coach der Green Bay Packers gecoacht, während das Team der AFC vom Head Coach der Denver Broncos, John Fox, angeführt wurde. Der Referee des Spieles war Ed Hochuli.
Die Spieler des siegreichen Teams erhielten 50.000 US-Dollar, die Verlierer 25.000.
Die Houston Texans und San Francisco 49ers stellten die meisten nominierten Spieler mit jeweils neun. Obwohl die Kansas City Chiefs nur zwei Spiele gewonnen hatten, wurden sechs ihrer Spieler nominiert. Sechs Mannschaften (Carolina Panthers, Philadelphia Eagles, Jacksonville Jaguars, St. Louis Rams, Tennessee Titans, San Diego Chargers) waren nicht durch Spieler vertreten. Drei Rookie-Quarterbacks (Andrew Luck, Robert Griffin III, Russell Wilson) wurden nominiert, was einen Rekord darstellt.

## AFC Kader
Folgende Spieler vertraten die AFC.

### Offensive
| Position         | Starter                                                   | Reserve                                                  | Alternativen                                             |
| ---------------- | --------------------------------------------------------- | -------------------------------------------------------- | -------------------------------------------------------- |
| Quarterback      | 18 Peyton Manning, Denver                                 | 12 Tom Brady, New England 8 Matt Schaub, Houston         | 12 Andrew Luck, Indianapolis                             |
| Runningback      | 23 Arian Foster, Houston                                  | 25 Jamaal Charles, Kansas City 27 Ray Rice, Baltimore    | 28 C. J. Spiller, Buffalo                                |
| Fullback         | 44 Vonta Leach, Baltimore                                 |                                                          | 45 Marcel Reece, Oakland                                 |
| Wide Receiver    | 18 A. J. Green, Cincinnati 80 Andre Johnson, Houston      | 87 Reggie Wayne, Indianapolis 83 Wes Welker, New England | 88 Demaryius Thomas, Denver                              |
| Tight End        | 87 Rob Gronkowski, New England                            | 83 Heath Miller, Pittsburgh                              | 84 Jermaine Gresham, Cincinnati 81 Owen Daniels, Houston |
| Offensive Tackle | 73 Joe Thomas, Cleveland 76 Duane Brown, Houston          | 78 Ryan Clady, Denver                                    | 77 Andrew Whitworth, Cincinnati                          |
| Guard            | 70 Logan Mankins, New England 73 Marshal Yanda, Baltimore | 74 Wade Smith, Houston                                   | 68 Richie Incognito, Miami 68 Zane Beadles, Denver       |
| Center           | 53 Maurkice Pouncey, Pittsburgh                           | 55 Chris Myers, Houston                                  |                                                          |

### Defensive
| Position           | Starter                                                  | Reserve                         | Alternativen                                     |
| ------------------ | -------------------------------------------------------- | ------------------------------- | ------------------------------------------------ |
| Defensive End      | 99 J. J. Watt, Houston 91 Cameron Wake, Miami            | 92 Elvis Dumervil, Denver       |                                                  |
| Defensive Tackle   | 97 Geno Atkins, Cincinnati 75 Vince Wilfork, New England | 92 Haloti Ngata, Baltimore      | 95 Kyle Williams, Buffalo 94 Randy Starks, Miami |
| Outside Linebacker | 58 Von Miller, Denver 91 Tamba Hali, Kansas City         | 98 Robert Mathis, Indianapolis  | 50 Justin Houston, Kansas City                   |
| Inside Linebacker  | 51 Jerod Mayo, New England                               | 56 Derrick Johnson, Kansas City |                                                  |
| Cornerback         | 24 Champ Bailey, Denver 24 Johnathan Joseph, Houston     | 31 Antonio Cromartie, N.Y. Jets |                                                  |
| Free Safety        | 20 Ed Reed, Baltimore                                    |                                 | 31 Jairus Byrd, Buffalo                          |
| Strong Safety      | 29 Eric Berry, Kansas City                               | 30 LaRon Landry, N.Y. Jets      |                                                  |

### Special Teams
| Position       | Starter                        | Reserve | Alternativen              |
| -------------- | ------------------------------ | ------- | ------------------------- |
| Punter         | 2 Dustin Colquitt, Kansas City |         |                           |
| Kicker         | 4 Phil Dawson, Cleveland       |         |                           |
| Kick Returner  | 12 Jacoby Jones, Baltimore     |         | 16 Josh Cribbs, Cleveland |
| Special Teamer | 18 Matthew Slater, New England |         |                           |
| Long Snapper   | 92 John Denney, Miami          |         |                           |

## NFC
Folgende Spieler wurden aus der NFC nominiert.

### Offensive
| Position         | Starter                                                   | Reserve                                                 | Alternativen                                                                     |
| ---------------- | --------------------------------------------------------- | ------------------------------------------------------- | -------------------------------------------------------------------------------- |
| Quarterback      | 12 Aaron Rodgers, Green Bay                               | 2 Matt Ryan, Atlanta 10 Robert Griffin III, Washington  | 9 Drew Brees, New Orleans 10 Eli Manning, N. Y. Giants 3 Russell Wilson, Seattle |
| Runningback      | 28 Adrian Peterson, Minnesota                             | 24 Marshawn Lynch, Seattle 21 Frank Gore, San Francisco | 22 Doug Martin, Tampa Bay                                                        |
| Fullback         | 42 Jerome Felton, Minnesota                               |                                                         |                                                                                  |
| Wide Receiver    | 81 Calvin Johnson, Detroit 15 Brandon Marshall, Chicago   | 11 Julio Jones, Atlanta 80 Victor Cruz, N.Y. Giants     | 83 Vincent Jackson, Tampa Bay 11 Larry Fitzgerald, Arizona                       |
| Tight End        | 88 Tony Gonzalez, Atlanta                                 | 82 Jason Witten, Dallas                                 | 82 Kyle Rudolph, Minnesota                                                       |
| Offensive Tackle | 74 Joe Staley, San Francisco 76 Russell Okung, Seattle    | 71 Trent Williams, Washington                           | 74 Jermon Bushrod, New Orleans 75 Matt Kalil, Minnesota                          |
| Guard            | 77 Mike Iupati, San Francisco 73 Jahri Evans, New Orleans | 76 Chris Snee, N.Y. Giants                              | 71 Josh Sitton, Green Bay                                                        |
| Center           | 60 Max Unger, Seattle                                     | 63 Jeff Saturday, Green Bay                             |                                                                                  |

### Defensive
| Position           | Starter                                                      | Reserve                          | Alternativen                                                                        |
| ------------------ | ------------------------------------------------------------ | -------------------------------- | ----------------------------------------------------------------------------------- |
| Defensive End      | 90 Jason Pierre-Paul, N.Y. Giants 90 Julius Peppers, Chicago | 69 Jared Allen, Minnesota        |                                                                                     |
| Defensive Tackle   | 94 Justin Smith, San Francisco 69 Henry Melton, Chicago      | 93 Gerald McCoy, Tampa Bay       | 90 Ndamukong Suh, Detroit                                                           |
| Outside linebacker | 99 Aldon Smith, San Francisco 94 DeMarcus Ware, Dallas       | 52 Clay Matthews, Green Bay      | 52 Chad Greenway, Minnesota 93 Anthony Spencer, Dallas 91 Ryan Kerrigan, Washington |
| Inside linebacker  | 52 Patrick Willis, San Francisco                             | 53 NaVorro Bowman, San Francisco | 58 Daryl Washington, Arizona 59 London Fletcher, Washington                         |
| Cornerback         | 33 Charles Tillman, Chicago 26 Tim Jennings, Chicago         | 21 Patrick Peterson, Arizona     |                                                                                     |
| Free Safety        | 38 Dashon Goldson, San Francisco                             | 29 Earl Thomas, Seattle          | 28 Thomas DeCoud, Atlanta                                                           |
| Strong Safety      | 31 Donte Whitner, San Francisco                              |                                  | 25 William Moore, Atlanta                                                           |

### Special Teams
| Position       | Starter                          | Reserve | Alternativen |
| -------------- | -------------------------------- | ------- | ------------ |
| Punter         | 6 Thomas Morstead, New Orleans   |         |              |
| Kicker         | 3 Blair Walsh, Minnesota         |         |              |
| Kick Returner  | 33 Leon Washington, Seattle      |         |              |
| Special Teamer | 97 Lorenzo Alexander, Washington |         |              |
| Long Snapper   | 48 Don Muhlbach, Detroit         |         |              |

Legende:
fett geschriebene Spieler haben am Pro Bowl teilgenommen

## Anzahl der Spieler je  Team
| Team                 | Anzahl |
| -------------------- | ------ |
| Houston Texans       | 9      |
| Denver Broncos       | 7      |
| New England Patriots | 7      |
| Baltimore Ravens     | 6      |
| Kansas City Chiefs   | 6      |
| Cincinnati Bengals   | 4      |
| Miami Dolphins       | 4      |
| Buffalo Bills        | 3      |
| Cleveland Browns     | 3      |
| Indianapolis Colts   | 3      |
| Pittsburgh Steelers  | 3      |
| New York Jets        | 2      |
| Oakland Raiders      | 1      |
| Jacksonville Jaguars | 0      |
| San Diego Chargers   | 0      |
| Tennessee Titans     | 0      |

| Team                 | Selections |
| -------------------- | ---------- |
| San Francisco 49ers  | 9          |
| Minnesota Vikings    | 7          |
| Seattle Seahawks     | 6          |
| Atlanta Falcons      | 5          |
| Chicago Bears        | 5          |
| Washington Redskins  | 5          |
| Green Bay Packers    | 4          |
| New Orleans Saints   | 4          |
| New York Giants      | 4          |
| Arizona Cardinals    | 3          |
| Dallas Cowboys       | 3          |
| Detroit Lions        | 3          |
| Tampa Bay Buccaneers | 3          |
| Carolina Panthers    | 0          |
| Philadelphia Eagles  | 0          |
| St. Louis Rams       | 0          |

## Schiedsrichter
Hauptschiedsrichter des Spiels war Ed Hochuli. Er wurde unterstützt vom Umpire Bill Schuster, Head Linesman Mark Baltz, Line Judge Michael Spanier, Field Judge Buddy Horton, Back Judge Don Carey und dem Side Judge Don Carlsen.